# Joaquín Gadea Francés
Joaquín Elías Gadea Francés (Cocentaina, 25 d'agost de 1981) és un jutge valencià, que exerceix de magistrat de reforç del Jutjat Central d'Instrucció número 6 de l'Audiència Nacional espanyola.
Primer de la 60a promoció de jutges, forma part de l'Associació Professional de la Magistratura des de la seva incorporació al servei actiu, fins a arribar a formar-ne part de l'Executiva Nacional. Entre 2014 i 2018 va ser jutge degà de Tarragona. També va ser un dels membres del Tribunal Superior de Justícia de Catalunya que va dictar la sentència condemnatòria al president de la Generalitat de Catalunya, Joaquim Torra, per un delicte de desobediència. El 7 de gener de 2020 inicià el càrrec de jutge de suport del Jutjat Central d'Instrucció núm. 6 de l'Audiència Nacional espanyola. Entre les seves actuacions destacà la voluntat d'imputar càrrecs de terrorisme a quatre independentistes catalans detinguts durant la Volta a Espanya de 2023, en contra del sentit majoritari del tribunal i la fiscalia en particular.